# Dianópolis
Dianópolis est une municipalité brésilienne située dans l'État du Tocantins.